# Annelise Gotfredsen
Annelise Gotfredsen, född Jacobsen 16 augusti 1928 på Frederiksberg, död 26 maj 2015, var en dansk advokat och politiker (Det Konservative Folkeparti). Hon var folketingsledamot 1977–1988 och 1989–1990 och utsågs till riddare av Dannebrogsorden år 1987.
Annelise Gotfredsen är dotter till grosshandlaren Henri Jacobsen och Karen Erichsen. Familjen tvingades fly till Sverige under andra världskriget. Efter hemkomsten till Danmark tog hon studentexamen från N. Zahles Skole 1947 och kandidatexamen i juridik från Köpenhamns universitet 1954. Hon arbetade sedan som advokat och gifte sig med Jørgen Gotfredsen 1951 (äktenskapet upplöst 1983), som var advokat på Østre Landsret och konservativ borgmästare i Gentofte kommun (1970-1984).
Annelise Gotfredsens politiska karriär började i Konservativ Ungdom. Hon kandiderade till Folketinget för Gentofte-Hellerups valkrets 1974 och blev suppleant 1975. Hon blev invald 1977 och var bl.a. ledamot i justitieutskottet och partiets energipolitiska ordförande. Hon förespråkade hårdare straff mot våldsförbrytare och utmärkte sig som en anhängare av kärnkraft. Hon blev inte återvald 1988 men återkom redan 1989, då hon övertog Nils Wilhjelms mandat. Hon ställde inte upp i valet 1990.
Lokalpolitiskt var Gotfredsen ledamot i Gentoftes konservativa valförening.